# Radio Peninsular de Madrid
Radio Peninsular de Madrid, era una emisora de radio histórica que desapareció en 1979, tras la reestructuración de Radio Nacional de España, cadena a la que pertenecía.
Fue inaugurada el 2 de febrero de 1960. Emitiendo con una potencia de 50 kvs.
Era la tercera emisora de radio de Madrid más escuchada después de Radio Madrid y de Radio Intercontinental.
A diferencia de la emisora madre, Radio Peninsular se financiaba con la abundante publicidad que emitía.
Su programación era esencialmente musical, y por ella pasaron algunos de los profesionales más importantes de la radiodifusión española.
Desde las 7 de la mañana hasta las dos de la madrugada cabían todos los géneros musicales, jazz, folk, clásico, pop, etc.
Sus voces más populares fueron, Carlos Tena (Buenos Días), José Luis Uribarri (Matinal), Pepe Verdú (Radioperiódico), Mariano Otermin (Al volante), José Ramón Pardo, Luis del Olmo, Miguel Ors, Manuel Campo, José Manuel Gozalo y José Ángel de la Casa Destaca su popularidad musical entre los años 1976 y 78 por un programa de calificación de éxitos populares "Musical 101" que presenta y dirige 'Angel Abradelo', obteniendo el Sol de Oro de Marbella, Record World 1976, locutor más popular por el Parque de Atracciones y el Gallo de Plata concedido por la Cadena SER,  hasta que fue nombrado Jefe de Programación de dicha emisora.
- Datos: Q6096536